# ابن ادریسو
محمد بن سلیمان بن ادریسو (؟ -۱۸۸۱م) فقیه اباضی، شاعر و نویسندهٔ الجزایری بود. او نابینا بود و بسیار برای اصلاحات تلاش نمود.

## آثار
- نظم کتاب النیل: در سه هزار و سی بیت
- شرح الألفیه
- نظم ابواب الطهارة: از دیوان العزابه، کتابی در فقه اباضی است.
- نظم عقیده العزابه: در توحید است.
- نظم متن الآجرومیة